# ناسازگار (ترانه امینم)
«ناسازگار» یا «سازش‌ناپذیر» (انگلیسی: Unaccommodating) ترانه‌ای از رپر آمریکایی امینم با همکاری یانگ ام.ای از آلبوم موسیقی‌ای که توسطش به قتل برسید است که در سال ۲۰۲۰ منتشر شد.

## حواشی
امینم در این آهنگ خودش را با اشخاص جنجال‌برانگیز سیاسی و مخالف دولت آمریکا مقایسه کرده‌است. همچنین او در قسمتی از آهنگ خود می‌گوید: من بیرون کنسرت آریانا گرنده منتظر نشسته‌ام. او در این قسمت از آهنگ خودش را با بمب‌گذار کنسرت آریانا گرنده در شهر منچستر مقایسه کرده‌است که انتقاداتی را به همراه داشت.